# Fabien Dufour
Fabien Dufour est un rameur français, né le 8 juin 1985. Il est sociétaire de l'Aviron Union Nautique de Villefranche.

## Palmarès

### Championnats du monde d'aviron
- Championnats du monde d'aviron 2005 à Kaizu, préfecture de Gifu,  Japon
  - 5e en quatre de couple poids léger
- Championnats du monde d'aviron 2007 à Munich,  Allemagne
  -  Médaille d'argent en quatre de couple poids léger

### Championnats du monde -23ans d'aviron
- Championnats du monde d'aviron -23ans en 2007 à Straclyde,  Écosse
  -  Médaille d'or en double poids léger
- Championnats du monde d'aviron -23ans à Hazewinkel,  Belgique
  - 7e en double poids léger

### Championnats d'Europe d'aviron
- Championnats d'Europe d'aviron 2010 à Montemor-o-Velho,  Portugal
  -  Médaille de bronze en quatre de couple poids léger

### Coupe de la jeunesse
- 2003 à Hazewinkel,  Belgique
  -  Médaille d'or en quatre de couple junior

### Championnats de France d'aviron
- Championnats de France d'aviron 2002 à Vichy (Allier)
  -  Médaille de bronze en double junior
- Championnats de France d'aviron 2003 à Vichy (Allier)
  -  Médaille d'or en double junior
- Championnats de France d'aviron 2004 à Bourges (Cher)
  -  Médaille d'argent en double poids léger
- Championnats de France d'aviron 2005 à Brive-la-Gaillarde (Corrèze)
  -  Médaille de bronze en skiff poids léger
- Championnats de France d'aviron 2005 à Mantes-la-Jolie (Yvelines)
  -  Médaille d'or en double poids léger
- Championnats de France d'aviron 2006 à Bourges (Cher)
  -  Médaille d'or en double poids léger
- Championnats de France d'aviron 2007 à Vichy (Allier)
  -  Médaille de bronze en double poids léger
- Championnats de France d'aviron 2008 à Mantes-la-Jolie (Yvelines)
  -  Médaille de bronze en double poids léger
- Championnats de France d'aviron 2009 à Aiguebelette (Savoie)
  -  Médaille d'argent en double poids léger
- Championnats de France d'aviron 2010 au Creusot (Saône-et-Loire)
  -  Médaille d'or en double poids léger

### Coupe de France d'aviron
- Coupe de France 2003 à Vichy (Allier)
  -  Médaille de bronze en quatre de couple junior
- Coupe de France 2005 à Brive-la-Gaillarde (Cher)
  -  Médaille d'or en quatre de couple
- Coupe de France 2006 à Vichy (Allier)
  - 4e en quatre de couple
- Coupe de France 2007 à Vichy (Allier)
  -  Médaille de bronze en quatre de couple
- Coupe de France 2010 à Bourges (Cher)
  - 6e en quatre de couple

### Championnats UNSS et FFSU
- Championnats de France UNSS de cross country 2004 à Saint-Quentin-en-Yvelines (Yvelines)
  -  Médaille d'or par équipe en junior
- Championnat d'Europe FFSU d'aviron 2006 à Brive-la-Gaillarde en France
  -  Médaille d'argent en double poids léger
- Championnat de France FFSU d'aviron 2006 au Creusot (Saône-et-Loire)
  - 4e en skiff
- Championnat du Monde FFSU d'aviron 2008 à Belgrade en Serbie
  - 7e en double poids léger
- Championnat de France FFSU d'aviron 2008 à Mâcon (Saône-et-Loire)
  -  Médaille d'argent en skiff
- Championnat d'Europe FFSU d'aviron 2009 en Pologne
  -  Médaille de bronze en double poids léger